# Sho Kamimura
Sho Kamimura (født 29. marts 1989) er en tidligere japansk fodboldspiller.
Han har spillet for flere forskellige klubber i sin karriere, herunder Mito HollyHock.